# Lens视觉
《Lens视觉》是中国大陆财讯传媒集团旗下的一份杂志。因2013年4月号调查报道《走出“马三家”》反映辽宁省马三女子劳教所女性劳教人员被虐待的问题，于2013年5月被暂时停刊。
國際記者聯盟（International Federation of Journalists）在2013年5月7日發表聲明，指有關雜誌的出版發行受到影響，甚至連股票上市發行都受到干擾。國際記者聯合會在同一份聲明中，促請中國政府調查事件。

## 外部連結
- 揭女勞教所虐囚 大陸雜誌Lens突停刊 主場新聞
- 曾報道勞教所虐女囚 《Lens》無限期停刊 太陽報 （页面存档备份，存于）
- 國際記聯批評 中國打壓媒體